# AdBlock
AdBlock è un'estensione creata dallo statunitense Michael Gundlach per il blocco della pubblicità e il filtraggio dei contenuti per i browser Google Chrome, Firefox, Safari ed Edge. AdBlock permette agli utenti di impedire che siano visualizzati alcuni elementi della pagina, come le pubblicità online che spesso intasano la navigazione. AdBlock è attualmente l'estensione più popolare per Google Chrome. Secondo un articolo del The New York Times, l'estensione è stata creata l'8 dicembre 2009 (il giorno in cui a Google Chrome è stato aggiunto il supporto per le estensioni). Il supporto per Safari è stato aggiunto nel giugno 2010.
AdBlock non va confuso con Adblock Plus, che deriva da parte del codice del precedente plugin per Chrome, AdThwart.

## Cronologia delle versioni
La versione 2.1 ha aggiunto il supporto multilingue. Attualmente AdBlock supporta più di 25 lingue.
La versione 2.4 riporta molti miglioramenti in termini di prestazioni - in particolare, l'estensione è due volte più veloce, usando meno memoria per ogni scheda del browser aperta.
Con la versione 2.5, l'estensione blocca il download di tutte le risorse pubblicitarie, inclusi gli annunci nei video e in Flash (obsoleto dal 31 dicembre 2021).
Nel febbraio 2021 la versione più aggiornata è la 4.32.0.

## Filtri

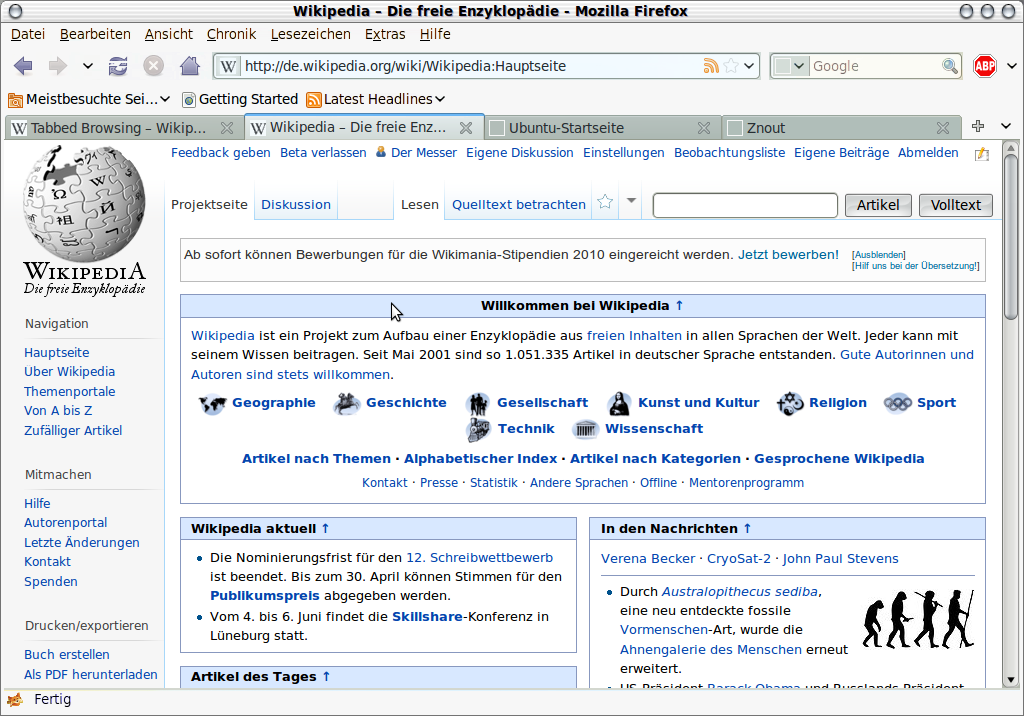
Adblock in un browser web

AdBlock supporta nativamente le iscrizioni ai filtri di Adblock Plus. Le iscrizioni possono essere aggiunte dall'elenco delle liste consigliate nella scheda "Liste dei filtri" della pagina delle opzioni di AdBlock, o cliccando su un link di iscrizione di AdBlock.
Gli utenti possono anche aggiungere i propri filtri nella scheda "Personalizza" della pagina delle opzioni; possono bloccare un dato elemento dal menu contestuale (tasto destro) oppure usando l'apposito pulsante nella barra degli strumenti.

## Partnership con Amnesty International
Il 12 marzo 2016, a sostegno della Giornata mondiale contro la censura informatica e in collaborazione con Amnesty International, invece di bloccare gli annunci pubblicitari, AdBlock ha sostituito gli annunci con banner collegati ad articoli sul sito web di Amnesty, scritti da eminenti sostenitori della libertà di parola come Edward Snowden, per aumentare la consapevolezza della censura online imposta dal governo e dei problemi di privacy digitale in tutto il mondo.

## AdBlock per Firefox
Il 13 settembre 2014 il team di AdBlock ha reso disponibile una versione per gli utenti di Firefox, trasferita dal codice per Google Chrome, rilasciata con la stessa licenza software gratuita dell'originale Adblock. L'estensione è stata rimossa il 2 aprile 2015 da un amministratore su Mozilla Add-ons.
L'articolo della knowledge base del sito ufficiale del 7 dicembre 2015 afferma che con la versione 44 o successiva di Firefox desktop e Firefox Mobile , AdBlock non sarà supportato. L'ultima versione di Adblock per queste piattaforme funzionerà con le versioni precedenti di Firefox.
AdBlock è stato diffuso di nuovo su Mozilla Add-on il 17 novembre 2016.

## Aggiramento di Adblock
Esistono metodi per aggirare Adblock e Adblock Plus (ad esempio alcuni plugin per Wordpress) ma anche per aggirare l'anti-Adblock stesso.